# Nicolas Geffrard
Nicolas Geffrard (ur. 1762, zm. 1806) – haitański wojskowy.
Uczestniczył w kongresie dowódców wojsk walczących z Francuzami w Arcahaie (15–18 maja 1803). Wobec pozostałych na wyspie po uzyskaniu przez Haiti niepodległości białych zajmował, w odróżnieniu od dużej części generalicji, liberalne stanowisko, opowiadając się raczej za ich deportacją, niż wymordowaniem. Należał do przywódców haitańskich nastawionych sceptycznie do cesarstwa i sankcjonującej je konstytucji. W 1805 zwalczał, nie uciekając się jednak do radykalnych środków, bunt pod wodzą Germaina Picota. Był jednym z inicjatorów zawiązania spisku, który doprowadził do obalenia Jakuba I.
Jego synem był Fabre-Nicholas Geffrard, prezydent Republiki w latach 1859–1867.